# اچ‌ام‌ای‌اس هانکو
اچ‌ام‌ای‌اس هانکو (به انگلیسی: HMAS Hankow) یک کشتی است. این کشتی در سال ۱۸۶۹ ساخته شد.